# No Shoes
No Shoes er et album fra 2007 af bandet No Shoes inkluderende genrer af rock, pop og blues

## Spor
1. "Hard Working Man"
2. "New Orleans"
3. "Walk In My Shoes"
4. "Down The Road"
5. "Why Get Up"
6. "You Gave Me Nothing"
7. "The Snake"
8. "Will You Love Me Tomorrow"
9. "Built For Comfort"
10. "Rock With A Hammer"
11. "Mudslide"
12. "Down Into the Groove"